# Virus Duvenhage
Lyssavirus duvenhage
Espèce
Synonymes
- Duvenhage lyssavirus (2015-2021)
- Duvenhage virus (1976-2015)

Lyssavirus duvenhage ou virus Duvenhage (DUVV) est une espèce de virus à ARN simple brin de sens négatif de la famille  des Rhabdoviridae. Il provoque une maladie apparentée à la rage chez les humains en Afrique, transmise par la morsure de chauve-souris insectivores.
Le virus Duvenhage a été nommé ainsi d'après sa première victime, un homme infecté près de Pretoria en Afrique du Sud.